# Vladislav Loginov
Vladislav „Vlad“ Loginov (ukrainisch Владислав Логінов, hebräisch ולדיסלב לוגינוב; * 21. Januar 1995 in Odessa) ist ein ukrainisch-israelischer Radsportler, der bei Rennen auf Bahn und Straße startet.

## Sportlicher Werdegang
Vladislav Loginov wurde in der Ukraine geboren. Ab dem Alter von sieben Jahren war er als Folktänzer auf der Bühne tätig, fünf Jahre lang als Solist. Mit einer Truppe ging er auf Tournee, unter anderem nach Spanien und Frankreich. Später studierte er Rechtswissenschaft und arbeitete als Barkeeper.
2017 zog Loginov nach Israel. Weil er dort zunächst nicht als Tänzer arbeiten konnte, suchte er nach einer neuen Möglichkeit, sich in Form zu halten, und er wandte sich dem Radsport zu, obwohl er zuvor nicht Radfahren konnte. Spontan kaufte er sich ein günstiges Fahrrad. 2020 wurde er israelischer Meister im Punktefahren. Bei den israelischen Straßenmeisterschaften nahm er an seinem ersten Zeitfahren auf Elite-Niveau teil. Mit einem geliehenen Fahrrad belegte er hinter Guy Sagiv und Guy Niv den dritten Platz, im Straßenrennen Platz vier. 2021 wurde er israelischer Straßenmeister und belegte im Zeitfahren Platz zwei. Neben dem Radsport tanzt Loginov freiberuflich weiterhin und arbeitet als Barista, was ihm den Beinamen „fastest barista in Israel“ eintrug.

## Erfolge

### Straße
2021
- Israelischer Meister – Straßenrennen

### Bahn
2020
- Israelischer Meister – Punktefahren